# Sideritis altiatlantica
Sideritis altiatlantica là một loài thực vật có hoa trong họ Hoa môi. Loài này được (Font Quer) Peris, Stübing & Figuerola miêu tả khoa học đầu tiên năm 1990.